# Dorfkirche Oschätzchen

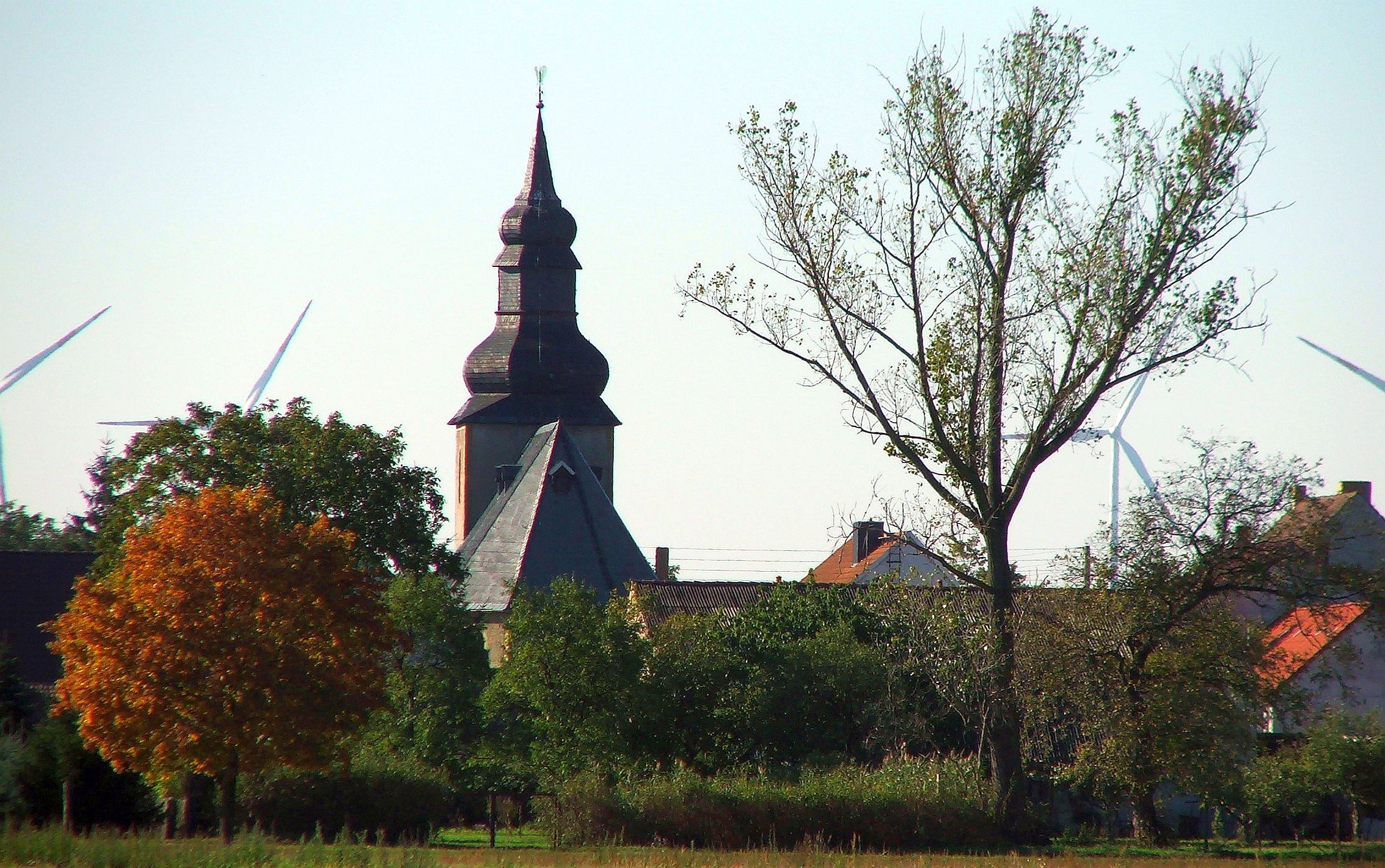
Dorfkirche Oschätzchen, aus Richtung Osten gesehen (2007)

Die evangelische Dorfkirche Oschätzchen ist ein Kirchengebäude im Ortsteil Oschätzchen der Kurstadt Bad Liebenwerda im südbrandenburgischen Landkreis Elbe-Elster.
Die Kirche steht im Ortszentrum und ist von einem Friedhof umgeben, sie steht mitsamt der ursprünglichen Orgel unter Denkmalschutz.

## Baubeschreibung und Geschichte
Ursprünglich gehörte das Dorf Oschätzchen zur Herrschaft Würdenhain. Während das Würdenhainer Schloss bereits in der Mitte des 15. Jahrhunderts auf Befehl des sächsischen Kurfürsten zerstört und die Ländereien der Herrschaft Mühlberg angegliedert wurden, verblieb der Ort kirchlich bei Würdenhain.
Im Jahr 1686 errichtete man in Oschätzchen eine Filialkirche. Der Fachwerkbau, der von der Ansicht her der ursprünglichen Mutterkirche in Würdenhain ähnelte und gleichfalls der Heiligen Katharina von Alexandrien geweiht war, wurde 1908 abgebrochen und im selben Jahr durch einen Neubau ersetzt. Kröbeln und Kosilenzien, wo sich ebenfalls Kirchen befinden, waren bereits nach der Reformation als eigenständige Parochie ausgegliedert worden.
Die Saalkirche ist ein neubarocker, verputzter Massivbau mit dreiseitigem Ostschluss. Westlich des Kirchenschiffs schließt sich ein quadratischer Kirchturm mit Schweifhaube, Turmuhr und Wetterfahne an. Den Neubau führte das Liebenwerdaer Baugeschäft Nicklisch & Mattheus aus.
2016 gehörte Oschätzchen zur Kirchgemeinde Prösen.

Die Fachwerkvorgängerkirche und die einstige Würdenhainer Mutterkirche
Die im Jahre 1908 abgerissene Fachwerkkirche Oschätzchen
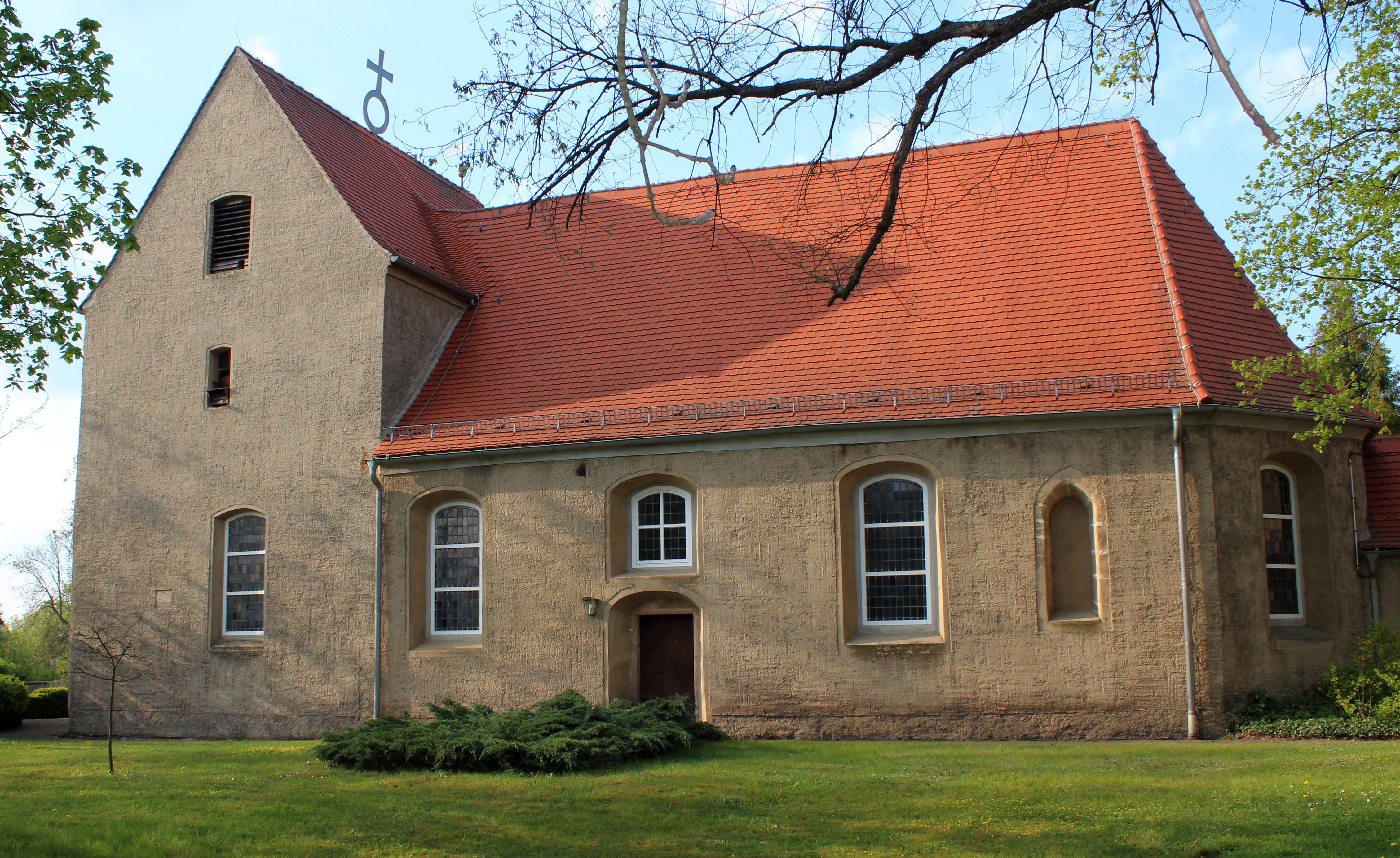
Die einstige Mutterkirche St. Katharina in Würdenhain

## Ausstattung (Auswahl)

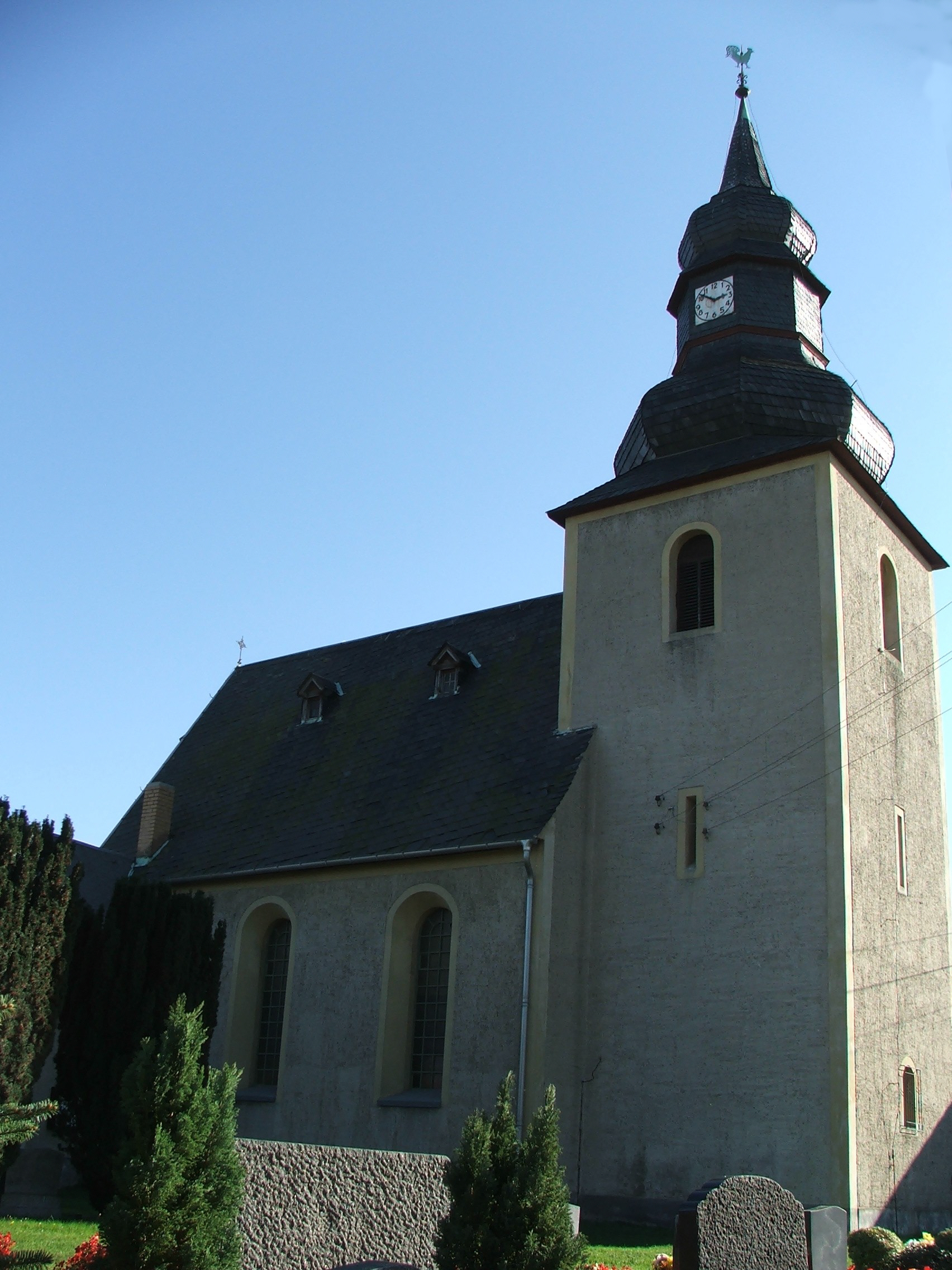
Nordwest-Ansicht der Dorfkirche Oschätzchen (2007)

Das Innere der Kirche ist von einer gewölbten Bretterdecke und einer Hufeisenempore geprägt.
In der Kirche befindet sich ein aus dem 15. Jahrhundert stammender Flügelaltar, in dessen Mittelschrein Maria mit Kind zu sehen ist. Auf den in zwei Zonen unterteilten Flügeln sind mehrere Heilige dargestellt. Die Rückseiten der Flügel sind ebenfalls bemalt. Weitere Ausstattungsstücke sind unter anderem ein hölzerner Kanzelkorb aus dem 17. Jahrhundert und ein spätgotischer Taufstein.
Bereits die alte Fachwerkkirche besaß eine aus dem Jahre 1844 stammende und vom Meißner Orgelbaumeister Friedrich Pfützner errichtete Orgel. Die heutige Orgel verfügt über eine pneumatische Kegellade, zwei Manuale und sieben Register. Diese wurde im Jahr 1908 von dem Liebenwerdaer Orgelbauer Arno Voigt geschaffen (op. 8).
Die Glocken der Kirche mussten in beiden Weltkriegen jeweils abgenommen und zu Rüstungszwecken abgegeben werden. Das heutige Geläut stammt aus dem Jahre 1957. Seit 2007 wird es automatisch geläutet.